# Elmer T. Lee
Elmer T. Lee (geb. 1919 im Franklin County, Kentucky; gest. 16. Juli 2013) war ein Brennmeister für Bourbon Whiskey. Lee leitete über 16 Jahre die George T. Stagg/Ancient Age Distillery (heute Buffalo Trace). Besondere Bedeutung erlangte er durch die Erfindung des Single Barrel Whiskeys, bei dem Whiskey nicht geblendet wird, sondern der Whiskey aus einem einzigen Fass in die Flasche gefüllt wird. Nach Lee ist eine Whiskeymarke, Elmter T Lee Single Barrel benannt.
Der von Lee 1984 erschaffene Blanton’s-Whiskey war der erste Single Barrel Whiskey der USA. Dem erfolgreichen Beispiel folgten zahlreiche andere Brennereien, so dass mittlerweile jeder größere Hersteller einen oder mehrere Single Barrels im Programm hat.

## Leben
Lee arbeitete nach dem Ende der Schuhfabrik, bevor er im Zweiten Weltkrieg für die US Air Force kämpfte. Er war dort unter anderem als Richtschütze an Bord einer Boeing B-29 tätig. Nach dem Ende seines Militärdienstes 1946 studierte an der University of Kentucky Ingenieurwesen und begann bei der George T. Stagg Distillery zu arbeiten. Von 1969 bis 1985 war er Betriebsleiter und Brennmeister dort.
Den Single Barrel entwickelte er, als die damaligen Betriebseigentümer ihn aufforderten ein neues Produkt für den Premiummarkt zu entwickeln. Er wusste, dass bereits sein Vorgänger Albert Blanton Gäste mit Whiskey aus einzelnen ausgesuchten Fässern bewirtet hatte und deren Inhalt auch in Flaschen verschenkt hatte. Lee selbst hielt es ähnlich. Er kam auf die Idee, diesen Whiskey auch direkt zu vermarkten und nannte ihn nach seinem Vorgänger Blanton’s. Whiskey reift, je nach Holz des Fasses und Standort in der Lagerhalle in verschiedenen Fässern unterschiedlich und kann so nach einigen Jahren deutlich verschiedene Geschmacksnuancen annehmen. Im Normalfall wird deshalb der Inhalt vieler Fässer vermischt, um über die Jahre einen konsistenten Geschmack zu halten. Bei der Entnahme aus nur einem Fass, sind die Unterschiede zwischen einzelnen Abfüllungen deutlicher, die Herausforderung hierbei besteht vor allem darin, das richtige Fass auszuwählen. Lee ging noch bis in sein 92. Lebensjahr regelmäßig in die Destillerie, um persönlich die Fässer auszuwählen, aus denen Blanton’s produziert wurde. Gleichzeitig betrieb er bis an sein Lebensende Marketing für Buffalo Trace und Blanton’s
Lee wurde 2001 in die Bourbon Hall of Fame aufgenommen, erhielt 2002 den Preis für das Lebenswerk der Zeitschrift Whisky Advocate und seit 2012 ist er Mitglied der Hall of Fame des Whisky Magazins.